# Třída Almirante Grau
Třída Almirante Grau byla třída průzkumných lehkých křižníků peruánského námořnictva, postavená britskou loděnicí Vickers. Celkem byly postaveny dvě jednotky této třídy. Ve službě byly v letech 1907–1958. Po celou dobu služby představovaly největší a nejsilnější jednotky peruánského námořnictva.

## Stavba
Dva křižníky této třídy postavila britská loděnice Vickers v Barrow-in-Furness. Do služby byly přijaty roku 1907. Křižník Almirante Grau byl vybaven jako vlajková loď.
Jednotky třídy Almirante Grau:
| Jméno             | Založení kýlu | Spuštěna        | Dodání             | Poznámky      |
| ----------------- | ------------- | --------------- | ------------------ | ------------- |
| Almirante Grau    | 1905          | 27. března 1906 | 1. března 1907     | Vyřazen 1958. |
| Coronel Bolognesi | 1905          | 24. září 1906   | 19. listopadu 1907 | Vyřazen 1958. |

## Konstrukce

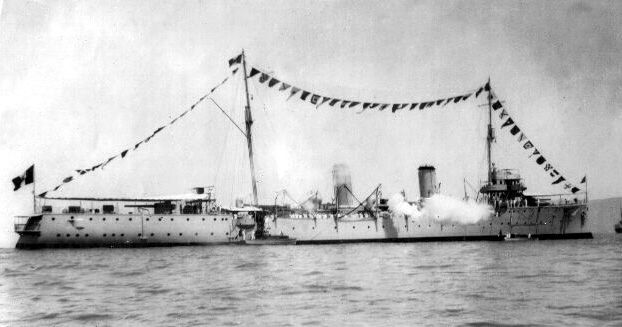
Almirante Grau

Křižník chránilo lehké pancéřování. Hlavní výzbroj tvořily dva 152mm kanóny Vickers, osm 76mm kanónů Vickers, šest 57mm kanónů Hotchkiss, dva 37mm kanóny Hotchkiss a dva 450mm torpédomety. Pohonný systém tvořilo deset kotlů Yarrow a dva čtyřválcové parní stroje s trojnásobnou expanzí Yarow o výkonu 14 000 hp, pohánějící dva lodní šrouby. Nejvyšší rychlost dosahovala 24 uzlů. Dosah byl 3276 námořních mil při rychlosti 10 uzlů.

### Modifikace
V letech 1923 a 1925 křižníky prošly opravou, při které byly jejich kotle upraveny pro spalování nafty. Zároveň byly vybaveny italským systémem řízení palby. V letech 1934–1935 byly vyměněny kotle. Roku 1936 byly zadní 76mm kanóny nahrazeny japonskými protiletadlovými 76,2mm kanóny typu 11. roku.